# Marta de Souza Sobral
Marta de Souza Sobral (San Paolo, 23 marzo 1964) è un'ex cestista brasiliana.
È la sorella di Leila de Souza Sobral.

## Carriera
Con il Brasile ha disputato tre edizioni dei Giochi olimpici (Barcellona 1992, Atlanta 1996, Sydney 2000), due dei Campionati mondiali (1983, 1986) e tre dei Campionati americani (1989, 1993, 1997).